# Кокотаурі
Кокотаурі (груз. კოკოტაური) — село в Грузії.
За даними перепису населення 2014 року в селі проживає 545 осіб.